# Antonio Casal
Antonio Casal Rivadulla (Santiago de Compostela, 10 de junio de 1910-Madrid, 11 de febrero de 1974) fue un actor español.

## Biografía
Inició estudios de navegación marítima y de comercio en La Coruña. Sin embargo, pronto abandonó ambas carreras y se trasladó a Madrid, donde inició su carrera artística. Se incorporó a la Compañía teatral de Julia Lajos y más adelante a la de Társila Criado y Jesús Tordesillas. De ahí pasó sucesivamente a las compañías de Moreno Torroba y María Fernanda Ladrón de Guevara, con la que protagonizó La madre guapa. 
Debutó en el cine en 1941 con Polizón a bordo, que recrea el ambiente de su tierra, y pronto se convirtió en uno de los principales galanes del panorama español, protagonizando sobre todo películas cómicas, como El hombre que se quiso matar (1941), de Rafael Gil, Doce lunas de miel (1943), de Ladislao Vajda, La torre de los siete jorobados (1944), de Edgar Neville o El fantasma y Doña Juanita (1944), de Rafael Gil. 
Iniciada la década de los cincuenta primó su carrera sobre los escenarios y formó una compañía de revista con Ángel de Andrés (1950-1957) y más tarde la suya propia. Tuvo éxitos tan famosos como A lo loco, de José Padilla, Las cuatro copas (1951-1953), Los 4 besos y Entre pillos anda el juego. Prolongó una década su presencia en el género, compartiendo escenario, entre otros, con Tony Leblanc en Todos contra todos (1962) y con Juanito Navarro en ¡Quiero un bebé! (1965).
A partir de los años sesenta trabajó también en la dirección y producción teatrales. Tal como explicó en una entrevista, su carrera se caracterizó por pasar periodos de fama con otros de falta de trabajo y crisis, para disfrutar en sus últimos años de vida de nuevo de gran popularidad gracias a las series de Televisión española, Palma y Don Jaime (1959), Plinio (1972) y Animales racionales (1972), así como su participación en el destacado dramático de Estudio 1 «Doce hombres sin piedad» (1973).
Su hija María Casal también se ha dedicado a la interpretación.
Su hijo Jesús Antonio Casal no continuó con la tradición familiar de dedicarse al mundo de la interpretación.

## Filmografía
| - Me has hecho perder el juicio (1973) - Vacío en el alma (1971) - El Cronicón (1970) - La tonta del bote (1970) - Juicio de faldas (1969) - Amor a todo gas (1969) - La Revoltosa (1969) zarzuela para TV. - Un día es un día (1968) - La nueva Cenicienta (1964) - Han robado una estrella (1963) - El diablo en vacaciones (1963) - Cuatro bodas y pico (1963) - Mi adorable esclava (1962) - Siempre en mi recuerdo (1962) - Don José, Pepe y Pepito (1961) - Mi calle (1960) - El vagabundo y la estrella (1960) - El día de los enamorados (1959) - Camarote de lujo (1959) - Las locuras de Bárbara (1959) - Las chicas de la Cruz Roja (1958) - Familia provisional (1958) - Secretaria para todo (1958) | - La ironía del dinero (1957) - Manolo, guardia urbano (1956) - Fantasía española (1953) - Doña Francisquita (1953) - La trinca del aire (1951) - El negro que tenía el alma blanca (1951) - Andalousie (1951) - El sueño de Andalucía (1951) - Servicio en la mar (1951). - La guitarra de Gardel (1949) - La fiesta sigue (1948) - Botón de ancla (1948) - Un hombre de negocios (1945) - Cinco lobitos (1945) - El fantasma y doña Juanita (1945) - La torre de los siete jorobados (1944) - Te quiero para mí (1944) - Doce lunas de miel (1944) - Huella de luz (1943) - Viaje sin destino (1942) - El hombre que se quiso matar (1942) - Pepe Conde (1941) - Para ti es el mundo (1941) - Polizón a bordo (1941) |